# Superior (ciruela)
Superior es una variedad cultivar de ciruelo (Prunus salicina), de las denominadas ciruelas japonesas.
Una variedad que fue obtenida por el cruce de 'Prunus salicina Burbank' x 'Kaga' (P. americana x P. simonii), antes de 1933 en la Universidad de Minesota (EE. UU.) Tolera las zonas de rusticidad según el departamento USDA, de nivel 4 a 9.
Las frutas son de tamaño medio a grande con forma redondeada, color de piel color rojo oscuro con manchas de "ruginoso"/"russetting", tiene una pulpa amarilla, textura firme jugosa, y sabor dulce agradable, algo amargo justo debajo de la piel.

## Historia
'Superior' variedad de ciruela, fue obtenida de un cruce de ciruela japonesa y americana, mediante la polinización de la variedad 'Prunus salicina Burbank' como "Parental Madre" x "Parental Padre" el polen de 'Kaga' (P. americana x P. simonii), antes de 1933 en la Universidad de Minesota (EE.UU.)

## Características
'Superior' árbol de tamaño medio, productivo y de rápida producción; no se autopoliniza; más resistente a las heladas que muchas otras ciruelas japonesas, muy saludable; tolera periodos de sequía. Flor blanca, que tiene un tiempo de floración que comienza a partir del 18 de abril con el 10% de floración, para el 21 de abril tiene una floración completa (80%), y para el 8 de mayo tiene un 90% de caída de pétalos.
'Superior' tiene una talla de fruto de mediano a grande, uniforme, de forma redondeada; epidermis tiene una piel lisa de color rojo oscuro con manchas de "ruginoso"/"russetting", tiene una pulpa amarilla, textura firme jugosa, y sabor dulce agradable, algo amargo justo debajo de la piel.
Hueso muy adherente, mediano, elíptico, aplanado, surcos poco marcados, superficie rugosa.
Su tiempo de recogida de cosecha se inicia en su maduración de finales de agosto a principios de septiembre, aguantan temperaturas más frías que otras ciruelas así como niveles de contaminación en las ciudades más elevados.

## Usos
Una buena ciruela de postre fresco en mesa, para mermeladas, jugo, y en preparados culinarios.

## Polinización
No es autofértil; polinizado con éxito por la variedad 'Toka'.